# Slobodni teritorij Trsta
Slobodni Teritorij Trsta (talijanski: Territorio Libero di Trieste, slovenski: Svobodno tržaško ozemlje, skraćenica: STT) je bila neutralna gradska država koja je postojala između 1947. i 1954. na sjeveroistočnoj obali Jadrana.
Slobodna država Trsta je osnovana 1947. godine, i to Ugovorom o miru s Italijom, kojega su pod okriljem Ujedinjenih naroda s tom zemljom potpisale sve sile pobjednice iz Drugog svjetskog rata. Glavni cilj uspostave ovog teritorija bilo je smanjivanje područja koje predstavlja predmet spora između Jugoslavije i Italije – područja Istre, Rijeke, Zadra, otoka Cresa, Lošinja i Lastova, te jednog broja manjih otoka koji su nakon Prvog svjetskog rata bili pripali Italiji, a istim su ugovorom iz 1947. godine pripojena Hrvatskoj u Jugoslaviji – a time i između tadašnjeg komunističkog i zapadnog bloka u uvjetima hladnog rata između njih.
Objektivno je nad južnim dijelom STT-a – tzv. "zonom B" upravljala Jugoslavija (putem vojne uprave, koja je njime upravljala kao faktičnim dijelom komunističke Jugoslavije), a sjeverni dio ("zona A) koji je bio pod vojnom upravom SAD-a i Velike Britanije ekonomski i socijalno je predstavljao dio Italije. Faktično stanje je sankcionirano Osimskim ugovorom iz 1975. godine, kojim su granice između zone A i zone B postale definitivno priznatim međudržavnim granicama. Područje nekadašnje Zone B koje se nalazi južno od rijeke Dragonje danas pripada Hrvatskoj, a područje od te rijeke do talijanske granice predstavlja teritorij Slovenije (Slovensko Primorje).
Cjelokupno razdoblje postoanje Slobodnog Teritorija Trsta obuhvaćeno je tzv. Tršćanskom krizom, koja je 1953. – 1954. godine skoro dovela do rata između Italije i Jugoslavije.

## Zemljopis
Slobodni teritorij Trsta se sastojao od grada Trsta, te obalnog pojasa koji se danas nalazi u Italiji (zona A) i jednog dijela Istarskog poluotoka (zona B), danas podijeljen između Slovenije i Hrvatske. Područje države se protezalo na 738 km² oko Tršćanskog zaljeva od Duina na sjeveru, do Novigrada na jugu, te je na tom području živjelo oko 330 000 stanovnika. Rijeke na ovom području su: Dragonja (Dragogna), Reka (Timavo), Glinščica (Rosandra) i Mirna (Quieto). Najviša točka države je bila Veliko Gradišče (Monte Castellaro) (724 m).
Teritorij se sastojao od 18 općina (od sjevera prema jugu):
Zona A:
- Duino (Devin)
- Aurisina (Nabrežina)
- Sgonico (Zgonik)
- Monrupino (Repentabor)
- Trieste (Trst)
- Muggia (Milje)
- San Dorligo (Dolina)

Zona B:
- Dekani (Villa Decani)
- Koper (Kopar, Capodistria)
- Izola (Isola)
- Piran (Pirano)
- Marezige (Maresego)
- Šmarje (Monte di Capodistria)
- Umag (Umago)
- Buje (Buie)
- Brtonigla (Verteneglio)
- Grožnjan (Grisignana)
- Novigrad (Cittànova)

## Povijest
Trst je stoljećima bio dio Austro-Ugarske, iako su većinu stanovnika činili Talijani. Nakon Prvog svjetskog rata, 1921. godine, Italija je službeno pripojila Trst, Istru, Kvarner i dijelove današnje zapadne Slovenije. Nadalje, 1924. godine, Italija je pripojila i Slobodnu Državu Rijeku. Ruralno područje su većinom naseljavali Slovenci i Hrvati, dok su Talijani prebivali većinom u Trstu i nekim istarskim gradovima. U 1920-im i 1930-im godinama, slavensko stanovništvo je pod fašističkim režimom bilo podvrgnuto talijanizaciji i diskriminaciji. Također su često bili podvrgnuti nasilju, 13. srpnja 1920. zapaljen je Slovenski narodni dom u Trstu, kao odgovor na ubojstvo dvojice talijanskih mornara, koje je ubila jugoslavenska žandarmerija u pobuni u Splitu. Mnogi Slovenci i Hrvati su emigrirali u Jugoslaviju, dok su se neki pridružili pokretu otpora TIGR (Trst, Istra, Gorica i Rijeka), koji je u 1920-ima i 1930-ima izveo više od 100 oružanih akcija u Trstu i njegovoj okolici.
Italija se u Drugom svjetskom ratu borila na strani Osovinskih sila. Nakon pada fašističkog režima 1943. godine i talijanske kapitulacije, NDH je pripojila ovaj teritorij, ali su ga okupirale njemačke snage. 4. armada jugoslavenske vojske, zajedno s 9. korpusom slovenske NOB-e, zauzela je Trst 1. svibnja 1945. godine, čime su Trst osvojile partizanske snage. Idući dan njemačka vojska se predala novozelandskoj vojsci. 12. svibnja je potpisan dogovor između Jugoslavije i zapadnih Saveznika o napuštanju teritorija, što je jugoslavenska vojska učinila 12. lipnja.
10. veljače 1947. godine, u Parizu je potpisan Pariški mirovni ugovor, mirovni sporazum s Italijom kojim je osnovan Slobodni teritorij Trsta (STT). Ovaj teritorij je podijeljen u dvije zone. Zona A je bila velika 222,5 km² i u njoj je živjelo 262 406 stanovnika, te je uključivala grad Trst. Ova zona je bila pod upravom britanskih i američkih snaga. Zona B je bila velika 515,5 km² te je uključivala sjeverozapadnu Istru. U ovoj zoni je tad živjelo 71 000 stanovnika, a bila je pod upravom Jugoslavenske narodne armije. Ovaj teritorij, tako nikad nije de facto funkcionirao kao samostalna država, iako je de iure to bio, te je izdavao vlastiti novac i poštanske marke.
1954. godine, u Londonu, potpisan je Sporazum o suglasju (ili Londonski sporazum) kojim je Slobodni teritorij Trsta prestajao postojati. Zona A je priključena Italiji, a zona B Jugoslaviji. Konačna granica između Italije i Jugoslavije je dogovorena 1975. godine, Osimskim sporazumima (ili Osimskim sporazumom), koji je potpisan 10. studenog u talijanskom mjestu Osimo.
Zona A odgovara današnjoj talijanskoj pokrajini Trst, a zona B je podijeljena između primorske Slovenije i Istarske županije.

## Stanovništvo

### Popis u Austro-Ugarskoj iz 1910.
Prema revidiranom austro-ugarskom popisu stanovništva iz 1910. godine, popisano je 229.437 Tršćana (u samom gradu bez okolnih krajeva). Nakon prosvjeda Slovenaca, Hrvata i Srba, popis je ponovno proveden samo za grad Trst i to tako da se građani nisu izjašnjavali prema jeziku kojim su se služili, nego kako su upisivani u određenu narodnost prema obliku prezimena ili prema mjestu podrijetla:
- Talijani: 51,85% (118 957)
- Slovenci: 24,78% (56 845)
- Nijemci: 5,17%  (11 856),
- Hrvati i Srbi: 1,05%  (2403)
- ostali: 0,34% (779)
- stranci izvan Austro-Ugarske od kojih je oko 75% bilo iz Italije: 16,82% (38 597)

### Lokalni popis iz 1910.
Prema lokalnom popisu provedenom iste godine, ali prema govornom jeziku, stanje je bilo sljedeće:
- Talijani: 142 000
- Slovenci: 36 500
- Nijemci: 9600
- stranci, uglavnom iz Kraljevine Italije: 30 000

### Talijanski popis iz 1921.
Prema popisu Kraljevine Italije iz 1921., koji je proveden prema govornom jeziku (i uz talijanske popisivače koji su "domoljubno" upisivali kao govornike talijanskog jezika mnoge koji su bili dvojezični: bilo je to vrijeme najintenzivnije talijanizacije), podaci za područje koje će obuhvaćati Slobodni teritorij Trsta bili su sljedeći:
Cijelo područje budućeg STT
- Talijani: 266 311
- Slovenci i Hrvati: 48 714
- ostali: 18 531

Buduća Zona A
- Talijani: 211 660
- Slovenci i Hrvati: 32 427
- ostali: 18 319

Buduća Zona B
- Talijani: 54 651
- Slovenci i Hrvati: 16 287
- ostali: 212

Sam grad Trst
- Talijani: 203 373
- Slovenci: 18 088
- stranci: 18 122

### Popisi i procjene nakon Drugog svjetskog rata
Prema procjenama Savezničke vojne uprave, u zoni A 1949. godine bilo je oko 310 000 stanovnika, od čega oko 239 200 Talijana i oko 63 000 Slovenaca.
Prema jugoslavenskom popisu za Zonu B iz 1945. godine, na tom je području stanje bilo ukupno 67.461 stanovnik, od čega 30 789 Hrvata i Slovenaca, 29 672 Talijana i 7000 neopredijeljenih.
Saveznici su nakon Drugog svjetskog rata odbili priznati kako rezultate talijanskog popisa iz 1921., tako i rezultate jugoslavenskog popisa iz 1945., i u svojim su procjenama uglavnom slijedili austro-ugarski popis iz 1910.
Tijekom 1940-ih, te nakon podijele zemlje, veliki broj Talijana, oko 40 000, iselio se iz zone B u zonu A ili u Italiju. Razlozi su bilo razni: etničke tenzije i pritisak sa strane Jugoslavenske vlasti, ekonomski razlozi, podupiranje fašističkog režima, prisiljenje na odlazak ili želja za životom u matičnoj državi. Na jugoslavenskoj strani, iseljenici su znani kao optanti (od lat. optare, »željeti, izbirati«), a na talijanskoj kao ezuli (od lat. exilium, »izgon«). Oko 30 000 Talijana ostalo je živjeti u tadašnjoj Jugoslaviji, te danas predstavljaju talijansku manjinu u Sloveniji i Hrvatskoj.